# National Board of Review Awards 1962
La 34ª edizione dei National Board of Review Awards si è tenuta il 21 dicembre 1962.

## Classifiche

### Migliori dieci film
- Il giorno più lungo (The Longest Day), regia di Ken Annakin, Andrew Marton e Bernhard Wicki
- Whistle Down the Wind, regia di Bryan Forbes
- L'uomo di Alcatraz (Birdman of Alcatraz), regia di John Frankenheimer
- Lawrence d'Arabia (Lawrence of Arabia), regia di David Lean
- Il lungo viaggio verso la notte (Long Day's Journey Into Night), regia di Sidney Lumet
- Una faccia piena di pugni (Requiem for a Heavyweight), regia di Ralph Nelson
- Anna dei miracoli (The Miracle Worker), regia di Arthur Penn
- Sapore di miele (A Taste of Honey), regia di Tony Richardson
- Caccia di guerra (War Hunt), regia di Denis Sanders
- Billy Budd, regia di Peter Ustinov

### Migliori film stranieri
- Come in uno specchio (Såsom i en spegel), regia di Ingmar Bergman
- L'uomo senza passato (Les dimanches de Ville d'Avray), regia di Serge Bourguignon
- Barabba (Barabbas), regia di Richard Fleischer
- Divorzio all'italiana, regia di Pietro Germi
- L'isola nuda (Hadaka no shima), regia di Kaneto Shindō

## Premi
- Miglior film: Il giorno più lungo (The Longest Day), regia di Ken Annakin, Andrew Marton e Bernhard Wicki
- Miglior film straniero: L'uomo senza passato (Les dimanches de Ville d'Avray), regia di Serge Bourguignon
- Miglior attore: Jason Robards (Il lungo viaggio verso la notte e Tenera è la notte)
- Miglior attrice: Anne Bancroft (Anna dei miracoli)
- Miglior attore non protagonista: Burgess Meredith (Tempesta su Washington)
- Miglior attrice non protagonista: Angela Lansbury (Va' e uccidi)
- Miglior regista: David Lean (Lawrence d'Arabia)